# Gerardo Nieto (piloto)
Gerardo Nieto (Santiago de Querétaro, Querétaro, México; 22 de abril de 1994) es un piloto de automovilismo mexicano. Actualmente compite en la SC Súper Copa con Gas Nieto-Roca Acero en la categoría GTM Pro 1.

## Carera

### Inicios
En 2006, Nieto inicio en el Karting, donde lograría el Campeonato de la TAGF 100cc a los 12 años.

### Panam GP Series
En 2012, Nieto participó en la Panam GP Series, un campeonato avalado por Academia de pilotos de Ferrari. En Venezuela lograría conseguir una Pole position y el segundo lugar, en Ecuador y Colombia lograría subir al podio en el segundo lugar. Finalmente obtuvo un tercer lugar del campeonato. Ganando la beca para formar parte del curso de Ferrari.

## Resumen de carrera
| Temporada | Categoría                      | Equipo               | Carreras     | Victorias    | Poles        | VR           | Podios       | Puntos       | Pos.         |
| --------- | ------------------------------ | -------------------- | ------------ | ------------ | ------------ | ------------ | ------------ | ------------ | ------------ |
| 2008      | Fórmula Vee México - Novatos   | Mother's Racing      | 1            | 0            | 0            | 0            | 1            | 36           | 13.º         |
| 2008      | LATAM Challenge Series         | Re Racing            | 16           | 0            | 0            | 0            | 5            | 180          | 3.º          |
| 2009      | LATAM Challenge Series         | Re Racing            | 18           | 6            | 2            | 0            | 7            | 284          | 3.º          |
| 2010      | LATAM Challenge Series         | Re Racing            | 15           | 1            | 4            | 3            | 6            | 214          | 5.º          |
| 2011      | LATAM Challenge Series         | Re Racing            | 8            | 1            | 0            | 0            | 3            | 90           | 9.º          |
| 2012      | Panam GP Series                | SPM Motorsports      | 13           | 3            | 0            | 1            | 5            | 154          | 3.º          |
| 2013      | European F3 Open               | DAV Racing           | 15           | 0            | 0            | 0            | 0            | 4            | 22.º         |
| 2013      | European F3 Open - Clase Copa  | DAV Racing           | 15           | 1            | 0            | 0            | 3            | 30           | 7.º          |
| 2014      | Eurofórmula Open               | DAV Racing           | 6            | 0            | 0            | 0            | 0            | 26           | 15.º         |
| 2019      | SC Súper Copa - GTM Pro 1      | Gas Nieto-Roca Acero | 2            | 0            | 0            | 0            | 0            | 0            | NC           |
| 2020      | SC Súper Copa - GTM Pro 1      | Gas Nieto-Roca Acero | 8            | 0            | 0            | 1            | 2            | 591          | 13.º         |
| 2021      | NASCAR México Challenge Series | JV Motorsports       | 7            | 0            | 0            | 0            | 0            | 88           | 17.º         |
| 2021      | SC Súper Copa - GTM Pro 1      | Gas Nieto-Roca Acero | 16           | ?            | ?            | ?            | ?            | 1344         | 2.º          |
| 2022      | NASCAR México Challenge Series | JV Racing            | 4            | 0            | 0            | 0            | 0            | 98           | 8.º          |
| 2023      | SC Súper Copa - GTM Pro 1      | Gas Nieto-Roca Acero | Disputándose | Disputándose | Disputándose | Disputándose | Disputándose | Disputándose | Disputándose |
| Fuente:   |                                |                      |              |              |              |              |              |              |              |

## Resultados

### Eurofórmula Open
(Clave) (negrita indica pole position) (cursiva indica vuelta rápida)

| Año  | Equipo     | 1   | 1   | 2   | 2   | 3   | 3   | 4   | 4   | 5   | 5   | 6   | 6   | 7   | 7   | 8   | 8   | Pos. | Puntos |
| ---- | ---------- | --- | --- | --- | --- | --- | --- | --- | --- | --- | --- | --- | --- | --- | --- | --- | --- | ---- | ------ |
| 2013 | DAV Racing | LEC | LEC | ALG | ALG | NÜR | NÜR | JER | JER | SIL | SIL | SPA | SPA | MNZ | MNZ | BAR | BAR | 22.º | 4      |
| 2013 | DAV Racing | 15  | 17  | 22  | 18  | 21  | Ret | 24  | 17  | 14  | 14  | 21  | 8   | 27  | 22  | DNS | Ret | 22.º | 4      |
| 2014 | DAV Racing | NÜR | NÜR | ALG | ALG | JER | JER | BUD | BUD | SIL | SIL | SPA | SPA | MNZ | MNZ | BAR | BAR | 15.º | 25     |
| 2014 | DAV Racing |     |     | 8   | 4   | 14  | 9   | 7   | 9   |     |     |     |     |     |     |     |     | 15.º | 25     |